# Врбица (Подгорица)
Врбица је насељено мјесто у граду Подгорици у Црној Гори. Према попису из 2023. било је 91 становника. Поријеклом из овога насеља је кошаркаш Лука Дончић.

## Демографија
У насељу Врбица живи 84 пунолетна становника, а просечна старост становништва износи 37,0 година (32,4 код мушкараца и 42,1 код жена). У насељу има 33 домаћинства, а просечан број чланова по домаћинству је 3,55.
Становништво у овом насељу веома је хетерогено (према попису из 2003. године).
|  |

| Демографија | Демографија | Демографија |
| Година      | Становника  | Становника  |
| ----------- | ----------- | ----------- |
|             |             |             |
|             |             |             |
|             |             |             |
|             |             |             |
| 1948.       | 156         |             |
| 1953.       | 176         |             |
| 1961.       | 182         |             |
| 1971.       | 143         |             |
| 1981.       | 112         |             |
| 1991.       | 104         | 100         |
| 2003.       | 126         | 117         |
| 2011.       |             | 93          |

| Етнички састав према попису из 2011.‍ | Етнички састав према попису из 2011.‍ | Етнички састав према попису из 2011.‍ | Етнички састав према попису из 2011.‍ | Етнички састав према попису из 2011.‍ |
| ------------------------------------ | ------------------------------------ | ------------------------------------ | ------------------------------------ | ------------------------------------ |
|                                      |                                      |                                      |                                      |                                      |
| Црногорци                            | Црногорци                            |                                      | 43                                   | 46,24%                               |
| Срби                                 | Срби                                 |                                      | 40                                   | 43,01%                               |
| непознато                            | непознато                            |                                      | 10                                   | 10,75%                               |

| Верски састав према попису из 2011.‍ | Верски састав према попису из 2011.‍ | Верски састав према попису из 2011.‍ | Верски састав према попису из 2011.‍ | Верски састав према попису из 2011.‍ |
| ----------------------------------- | ----------------------------------- | ----------------------------------- | ----------------------------------- | ----------------------------------- |
|                                     |                                     |                                     |                                     |                                     |
| православци                         | православци                         |                                     | 77                                  | 82,80%                              |
| католици                            | католици                            |                                     | 7                                   | 7,52%                               |
| непознато                           | непознато                           |                                     | 9                                   | 9,68%                               |

| Година пописа     | 1948. | 1953. | 1961. | 1971. | 1981. | 1991. | 2003. |
| ----------------- | ----- | ----- | ----- | ----- | ----- | ----- | ----- |
| Број домаћинстава | 35    | 38    | 41    | 34    | 34    | 31    | 34    |

| Број чланова      | 1  | 2 | 3 | 4 | 5 | 6 | 7 | 8 | 9 | 10 и више | Просек |
| ----------------- | -- | - | - | - | - | - | - | - | - | --------- | ------ |
| Број домаћинстава | 33 | 6 | 9 | 3 | 4 | 5 | 4 | 0 | 0 | 1         | 1      |

| Пол    | Укупно | Неожењен/Неудата | Ожењен/Удата | Удовац/Удовица | Разведен/Разведена | Непознато |
| ------ | ------ | ---------------- | ------------ | -------------- | ------------------ | --------- |
| Мушки  | 42     | 18               | 21           | 3              | 0                  | 0         |
| Женски | 47     | 15               | 21           | 11             | 0                  | 0         |
| УКУПНО | 89     | 33               | 42           | 14             | 0                  | 0         |

| Пол    | Укупно                    | Пољопривреда, лов и шумарство | Рибарство                            | Вађење руде и камена | Прерађивачка индустрија       |
| ------ | ------------------------- | ----------------------------- | ------------------------------------ | -------------------- | ----------------------------- |
| Мушки  | 19                        | 3                             | 0                                    | 0                    | 1                             |
| Женски | 12                        | 2                             | 0                                    | 0                    | 2                             |
| УКУПНО | 31                        | 5                             | 0                                    | 0                    | 3                             |
| Пол    | Производња и снабдевање   | Грађевинарство                | Трговина                             | Хотели и ресторани   | Саобраћај, складиштење и везе |
| Мушки  | 0                         | 4                             | 2                                    | 2                    | 1                             |
| Женски | 0                         | 1                             | 3                                    | 0                    | 0                             |
| УКУПНО | 0                         | 5                             | 5                                    | 2                    | 1                             |
| Пол    | Финансијско посредовање   | Некретнине                    | Државна управа и одбрана             | Образовање           | Здравствени и социјални рад   |
| Мушки  | 0                         | 0                             | 2                                    | 1                    | 0                             |
| Женски | 0                         | 0                             | 2                                    | 0                    | 0                             |
| УКУПНО | 0                         | 0                             | 4                                    | 1                    | 0                             |
| Пол    | Остале услужне активности | Приватна домаћинства          | Екстериторијалне организације и тела | Непознато            | Непознато                     |
| Мушки  | 1                         | 0                             | 0                                    | 2                    | 2                             |
| Женски | 0                         | 0                             | 1                                    | 1                    | 1                             |
| УКУПНО | 1                         | 0                             | 1                                    | 3                    | 3                             |